# Kejsarolvon
Kejsarolvon (Viburnum farreri) är en olvonart med ursprung i centrala Kina. Kejsarolvon blommar på bar kvist i december-april (beroende på läge och väder) med små, väldoftande rosa och vita blommor i öppna klasar. Bladen har tydlig ådring påminnande om rynkolvon (V. rhytidophyllum), men inte lika långsmala.
I Sverige odlas vanligen hybridkejsarolvon (V. ×bodnantense), som är en hybrid mellan kejsarolvon och Viburnum grandiflorum.

## Synonymer
- Viburnum fragrans Bunge nom. illeg.